# ريوهيإي ياماموتو
ريوهيإي ياماموتو (باليابانية: 山本 龍平) (مواليد 16 يوليو 2000) هو لاعب كرة قدم ياباني.

## وصلات خارجية
- ريوهيإي ياماموتو على موقع رابطة كرة القدم اليابانية للمحترفين (اليابانية)
- ريوهيإي ياماموتو على موقع قاعدة بيانات كرة القدم.إي يو (الإنجليزية)
- ريوهيإي ياماموتو على موقع Soccerway.com (الإنجليزية)
- ريوهيإي ياماموتو على موقع عالم كرة القدم.نت (الإنجليزية)